# A múlt
A múlt (eredeti francia címe: Le Passé) Aszhar Farhadi iráni rendező 2013-as filmje, amelyet Franciaországban forgatott.

## Cselekmény
|  | Alább a cselekmény részletei következnek! |

Ahmed négy év távollét után visszatér Teheránból Párizsba, hogy elváljon feleségétől, Marie-tól. A nő különböző férfiaktól származó gyerekeivel és új barátjával, Samirral él. Utóbbi felesége öngyilkosságot követett el, és kómában van. Ahogy múlik az idő, úgy derül fény újabb és újabb titkokra: Marie terhességére, a Céline öngyilkosságát megelőző napok történéseire és a szereplőket egymáshoz fűző, illetve eltaszító érzelmi szálakra.
|  | Itt a vége a cselekmény részletezésének! |

## Szereposztás
| Szereplő | Színész         |
| -------- | --------------- |
| Ahmad    | Ali Moszaffa    |
| Marie    | Bérénice Bejo   |
| Samir    | Tahar Rahim     |
| Lucie    | Pauline Burlet  |
| Naïma    | Sabrina Ouazani |

## Díjak
- Cannes-i fesztivál (2013)
  - díj: a legjobb női alakítás
  - díj: az ökumenikus zsűri díja